# Дистрибьютор
Дистрибью́тор, дистрибу́тор (англицизм от distributor, в переводе с англ. — «распространитель»):
- фирма, осуществляющая оптовую закупку, или индивидуальный предприниматель, осуществляющий мелкооптовую или крупнооптовую закупку определённых товаров у крупных промышленных фирм-производителей с целью последующего сбыта этих товаров ретейлерам или дилерам на региональных рынках. Может осуществлять свою деятельность как от своего, так и не от своего имени, но за свой счёт.
Помимо выполнения функции торгового посредника дистрибьютор может также оказывать маркетинговые услуги, услуги по монтажу и наладке оборудования, а также проводить обучение по эксплуатации последнего.
- оптовый или розничный (подразумевается, что дистрибьютор будет продавать в розничные точки продажи) продавец с высокоорганизованной структурой активной продажи, зачастую владеющий эксклюзивными правами представителя определённых товаров на закреплённой территории.
- в food and non foods — торговая организация (юридическое лицо), осуществляющая продажу товаров народного потребления, приобретаемых по договору купли-продажи и дистрибьюторскому соглашению между производителем на долгосрочной или краткосрочной основе за свой счёт с последующей реализацией данного продукта по разным каналам сбыта: традиционная розница, сетевая розница (федеральная, международная, локальная), оптовый канал сбыта, субдистрибуция, открытые и закрытые рынки продажи согласно рекомендуемой ценовой политике производителя.
Основные показатели эффективности работы дистрибьютора: объём продажи, уровень качественной и количественной дистрибуции на закреплённой территории.

Критериями оценки при выборе производителем данной торговой организации являются:
1. Платёжеспособность.
2. Наличие высокоорганизованной структуры активной продажи.

1. Способность эффективно планировать и выполнять согласованные планы закупок на еженедельной/ежемесячной/ежегодной основе.

- как распространители информации — официальные представители экономических интересов компании.
- в сталеплавильном производстве — совокупность механизмов (агрегатов) участка выплавки, управляемые машинистом (оператором конвертера); в круг ответственности машиниста-дистрибутора также входят загрузочные устройства тракта подачи сыпучих материалов, ферросплавов в конвертер (в печь-ковш) и кислородная фурма.